# Помпеї (рід)
Помпеї (лат. Pompeii) — відомий давньоримський рід (номен).

## Відомі представники
- Квінт Помпей (консул 141 року до н. е.)
- Секст Помпей Фостул († 118 до н. е.) Претор 119 року до н. е. та пропретор 118 року до н. е.
- Гней Помпей Страбон (лат. Gnaeus Pompeius Strabo) (загинув в 87 до н. е.) — Полководець, батько Помпея Великого.
- Квінт Помпей Руф (лат. Quintus Pompeius Rufus) (убитий в 88 до н. е.) — Полководець,  консул 88 р. до н. е.
- Гней Помпей Великий (Гней Помпей Магн) (лат. Gnaeus Pompeius Magnus) (106 — 48 до н. е.) — видатний полководець і політик.
- Гней Помпей Молодший (лат. Gnaeus Pompeius Magnus) (бл. 77 — 45 до н. е.) — Старший син Помпея Великого, префект флоту, воював на боці батька проти Цезаря.
- Секст Помпей (Секст Помпей Магн Пій) (лат. Sextus Pompeius Magnus Pius) (бл. 75 — 35 до н. е.) — полководець і політик, син Помпея Великого.
- Гней Помпей Магн (зять Клавдія) (Гней Помпей Магн) (лат. Gnaeus Pompeius Magnus) (бл. 23 н. е. — 47 н. е.) — Квестор при Клавдії, був одружений з його дочкою, Клавдією Антонією.
- Помпей Трог — римський історик I століття н. е., твори втрачені, збереглися лише в пізніших епітомах.